# Porcellio diomedus
Porcellio diomedus är en kräftdjursart som beskrevs av Dollfus 1906. Porcellio diomedus ingår i släktet Porcellio och familjen Porcellionidae. Inga underarter finns listade i Catalogue of Life.